# Тутенштейн
«Тутенштейн», «Тутанхамончик» (англ. Tutenstein) — американский анимационный сериал, созданный студией Porchlight Entertainment для телеканала Discovery Kids. Показ начался 1 ноября 2003 года. Серии, продолжительностью около двадцати минут, рассказывают о приключениях мальчика-мумии по имени Тутанхамон, который случайно пробуждается через 3000 лет после своей смерти и узнаёт, что его царство осталось далеко в прошлом. В настоящем времени Тутанхамон знакомится с девочкой по имени Клео Картер и её говорящим котом Луксором. Клео придумывает фараону новое прозвище — Тутенштейн (или просто Тутен), что является соединением имён Тутанхамона и Франкенштейна.
Сериал основан на комиксах Джея Стивенса. Первый и второй сезоны были удостоены премии «Эмми». 11 октября 2008 года на Discovery Kids также вышел полнометражный анимационный фильм «Тутенштейн: Битва фараонов».

## Историческая точность
Большинство богов, изображенных в мультсериале, похожи на свои исторические описания, и все египетские мифы, упомянутые в шоу, являются подлинными. Скипетр Тутенштейна преподносится как нечто вроде волшебной палочки и является вымышленным, хотя он и является египетским символом сам по себе.
В отличие от реально существовавшего фараона Тутанхамона, умершего в возрасте 19-ти лет, Тутенштейн (Тутанхансетамун) погиб в возрасте 10-ти лет. С другой стороны, Тутенштейн рисуется с заячьей губой, так же, как и реальный Тутанхамон. Древняя игра сенет, упоминаемая в мультсериале, действительно существовала, но точные правила игры в сенет не были сохранены, следовательно, правила, показанные в мультсериале, не являются достоверными.

## Основные персонажи

### Тутенштейн («Тутен»)
Мумия юного фараона, погибшего в 10-летнем возрасте. Грубоват и эгоистичен, но не лишён и положительных качеств. Он прожил избалованную и ленивую жизнь в Египте, часто придумывая вместе с приятелями хитрые трюки, чтобы украсть пряники и игрушки. Погиб в возрасте десяти лет, был похоронен и вновь пробудился примерно через три тысячи лет после этого, благодаря Клео. Узнав, что его царство осталось далеко в прошлом, вынужден смириться с этим, но приобретает двух новых друзей в лице Клео и её кота Луксора. Вынужден проводить большую часть свободного времени в своём саркофаге, скрываясь от посетителей музея, в котором находится саркофаг и он сам. Владеет скипетром Уас, обладающим в сериале магической силой. Часто доигрывается до проблем с древними богами — как из-за устремлений последних (например, Сета, желающего получить Уас), так и по своей вине (в частности, получил наказание от Исиды за жульничество в игре сенет).

### Клео (Клеопатра) Картер
12-летняя умная и воспитанная афроамериканская девочка, которая увлекается египтологией «по наследству» от отца — профессионального египтолога, таинственно исчезнувшего после того, как нашёл зеркало Исиды. Случайно стала причиной оживления мумии. С тех пор часто помогает Тутену уладить и решить созданные им проблемы. Постоянно имеет при себе КПК, обеспечивающий ей быстрый доступ к фактам о Египте. Имя девочки ассоциируется одновременно со знаменитым британским египтологом Говардом Картером, открывшим гробницу Тутанхамона, и египетской царицей Клеопатрой. В сюжете присутствуют намеки, что Клео может быть отдалённым потомком знаменитой Клеопатры.

### Луксор
Кот Клео. В ночь, когда ожил Тутен, Луксор получил способность говорить на человеческом языке, после чего стал воспринимать Тутенштейна как своего основного хозяина и уделять меньше времени Клео. К Луксору проявляла интерес богиня-кошка Баст. Имя персонажа связано с крупным египетским городом Луксор и его окрестностями, одним из сосредоточений множества египетских археологических находок, включая Луксорский храм.

## Критика
Common Sense Media дала шоу три звезды из пяти, заявляя: «Персонаж Тут занятен из-за сочетания в нем ребячливости и самовлюбленности, а его взаимодействие с Луксором и Клео может быть довольно забавным, но развязки историй довольно предсказуемы — Тут использует свою силу, чтобы помочь друзьям, и все налаживается. Но задумка довольна необычна для того, чтобы шоу держалось на плаву».
The Sydney Morning Herald написала: «Это „Мумия“ для детей. Тут нет Брендана Фрэйзера или Рэйчел Вайс, но комические диалоги — а также наличие говорящего кота — выделяют проект среди других шоу для молодых зрителей».

## Награды
| Год  | Номинируемая работа | Категория                                                         | Результат |
| ---- | ------------------- | ----------------------------------------------------------------- | --------- |
| 2004 | Тутенштейн          | Daytime Emmy Award for Outstanding Special Class Animated Program | Победа    |
| 2006 | Тутенштейн          | Daytime Emmy Award for Outstanding Special Class Animated Program | Номинация |
| 2007 | Тутенштейн          | Daytime Emmy Award for Outstanding Special Class Animated Program | Победа    |

## Показ
Премьера состоялась на Discovery Kids и NBC 1 ноября 2003 года. После закрытия Discovery Kids, The Hubs транслировал шоу с 11 октября 2010 года до 31 декабря 2011 года. Шоу также шло на испанской телевизионной сети Azteca c 1 декабря 2013 года до 1 июня 2014 года. «Тутенштейн» также шёл на Jetix в Европе, Первый канал и СТС в России, Nickelodeon и ABC в Австралии и Maxi TV в Турции.

## Озвучивание
| Актёр                                             | Персонаж                                  |
| ------------------------------------------------- | ----------------------------------------- |
| Джинни Элиас (1-2 сезоны), Донна Черри (3 сезон)  | фараон Тутенштейн                         |
| Кристал Скейлс (1-2 сезоны), Лея Линетт (3 сезон) | Клео Картер                               |
| Даран Норрис (1-2 сезоны), Дэвид Лодж (3 сезон)   | Луксор                                    |
| Джоуи Симмрин                                     | охранник Уолтер, некоторые из богов       |
| Джинни Элиас                                      | директор музея Хорас Бедетти, Сет, Осирис |
| Синди Робинсон                                    | Исида                                     |